# 歐來助
歐來助（1871年—1920年），藝名歌仔助，臺灣宜蘭縣員山庄結頭分堡（今宜蘭縣員山鄉頭分村）人，歌仔戲演員，被傳說為歌仔戲始祖之一。

## 生平

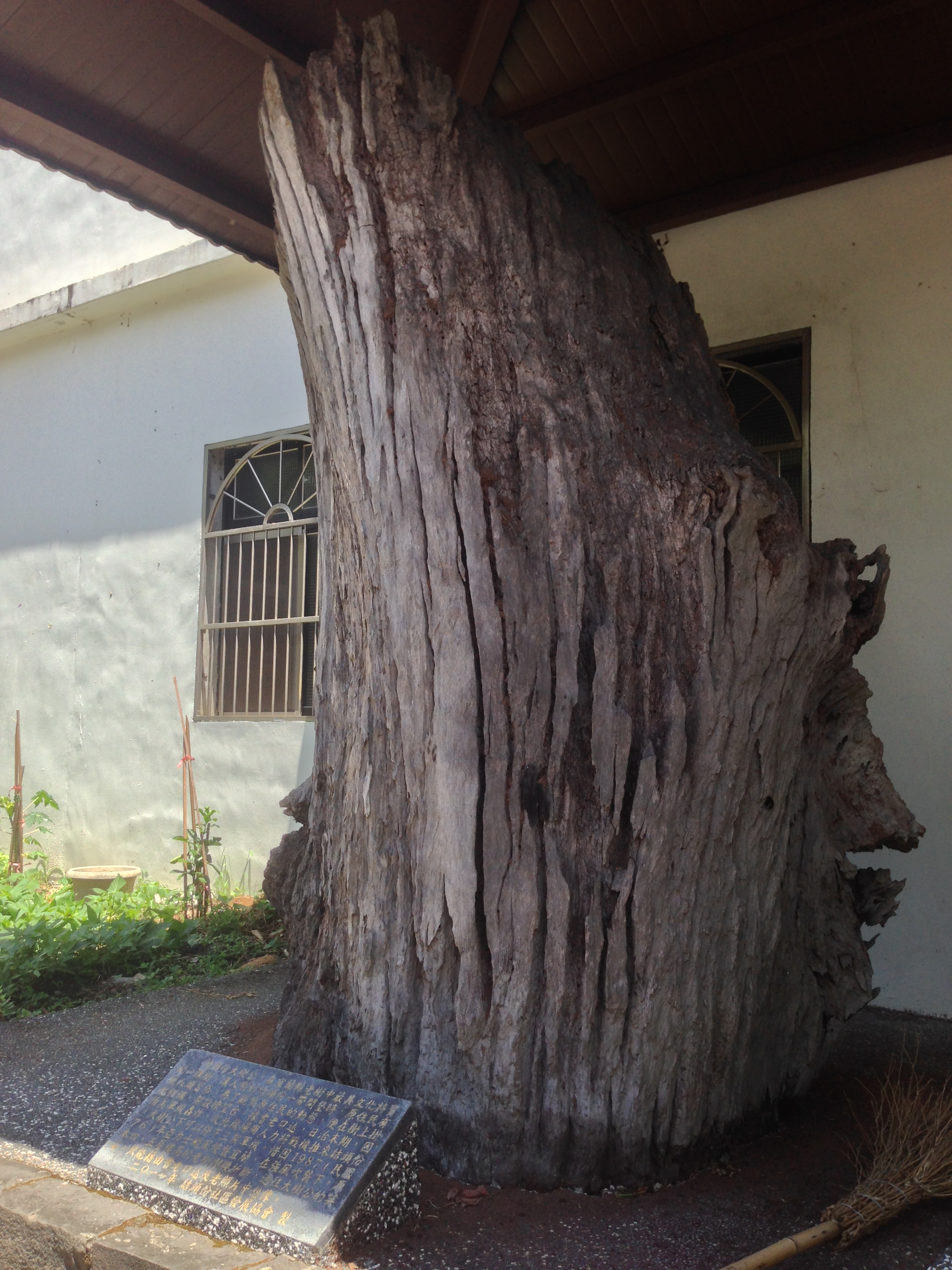
傳說歐來助曾在員山鄉結頭份的大樹公下唱戲。

原姓歐陽，因當時日本政府不許台灣百姓有四字姓名，遂改為單姓歐。與流氓師（鱸鰻獅）、陳三如（又名林阿儒、陳阿如）皆師承於於貓仔源，學習歌仔。歐來助將原為民謠山歌的七字調，鋪衍成故事，並以一二人將故事演出來，使之具有歌仔戲雛型，因而被認為歌仔戲的始祖之一。四十歲左右，應出生地父老的邀請回故鄉教戲，並先後到過貢寮鄉的卯澳和宜蘭員山鄉的八十佃開班授徒。

## 身後
2011年11月，國立臺灣文學館曾舉辦紀念歐來助的演唱會。2014年，宜蘭縣政府將員山結頭份大樹公納為文化景觀，登錄理由之一是傳說為歌仔戲發源地，歐來助曾在此唱歌仔戲。陳亞蘭也曾到此樹下追思。